# Elektrownia słoneczna

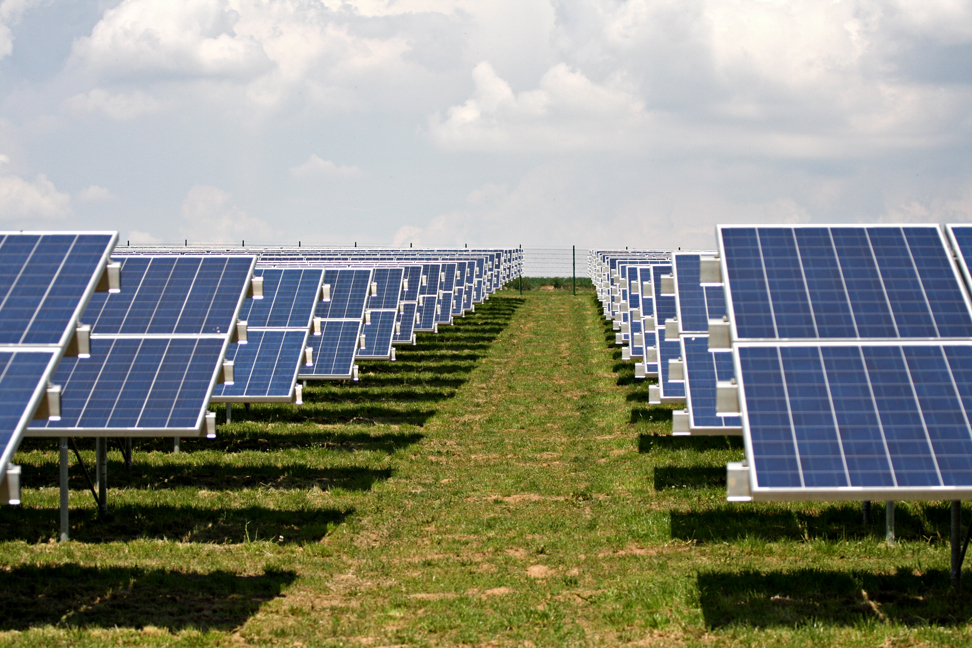
Farma fotowoltaiczna w Oberhinkofen koło Ratyzbony

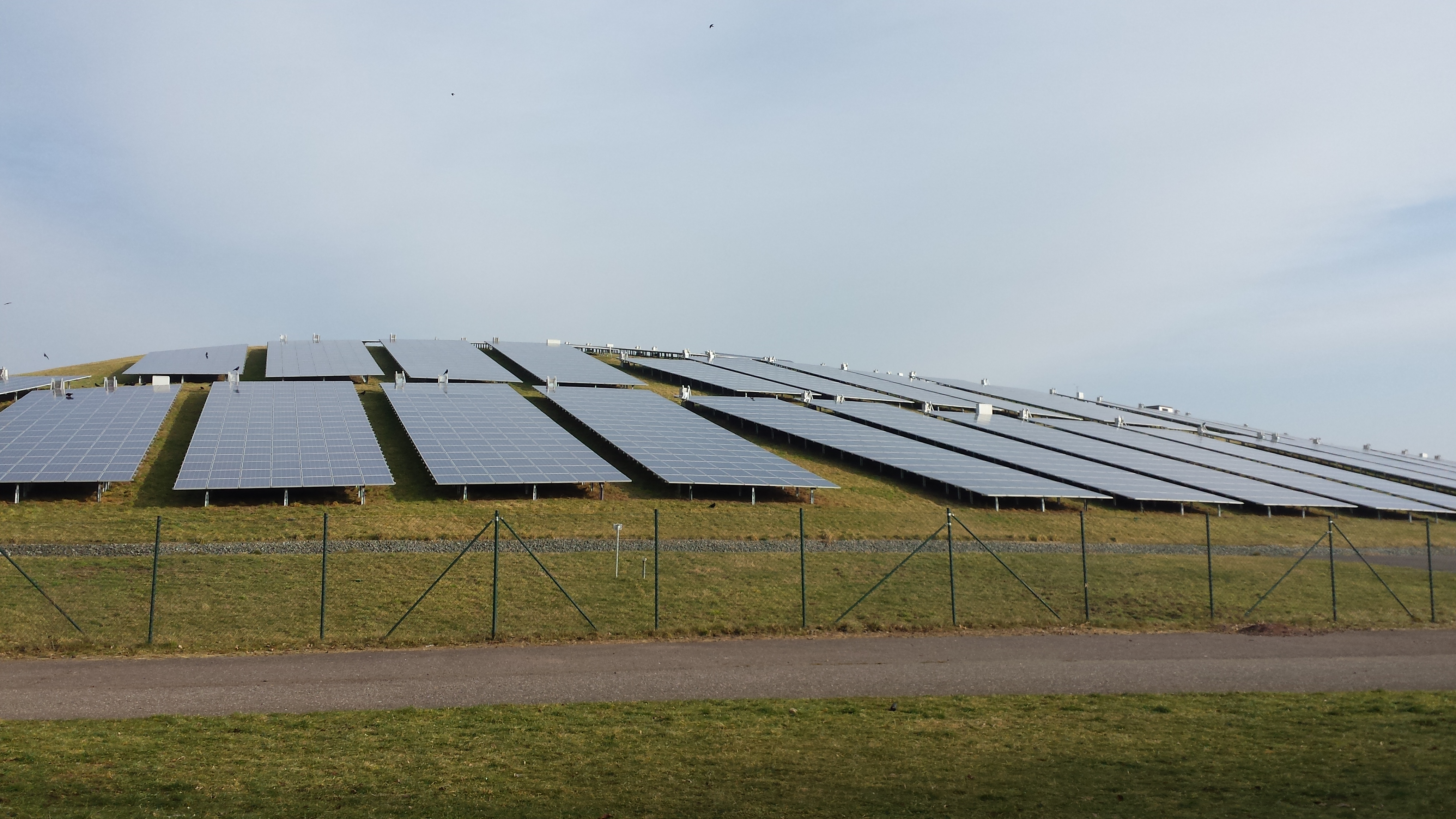
Farma fotowoltaiczna koło Magdeburga

Elektrownia słoneczna – zespół urządzeń przekształcających energię promieniowania słonecznego zaliczaną do odnawialnych źródeł energii, na energię użytkową: cieplną lub elektryczną.

## Ważne elektrownie słoneczne
Następujące elektrownie słoneczne były największymi na świecie (w momencie ich uruchomienia) albo stały się istotne z powodów podanych w tabeli:
| Nazwa                                  | Kraj            | Moc nominalna (MW)  | Uruchomienie     | Uwagi                                                                                          |
| -------------------------------------- | --------------- | ------------------- | ---------------- | ---------------------------------------------------------------------------------------------- |
| Lugo                                   | USA             | 1 MW                | grudzień 1982    | Pierwsza elektrownia o mocy MW                                                                 |
| Carrisa Plain                          | USA             | 5,6 MW              | grudzień 1985    | Największa na świecie                                                                          |
| Hemau                                  | Niemcy          | 4,0 MW              | kwiecień 2003    | Największa w Europie                                                                           |
| Leipziger Land                         | Niemcy          | 4,2 MW              | sierpień 2004    | Największa w Europie; pierwsza zbudowana w ramach taryf gwarantowanych                         |
| Pocking                                | Niemcy          | 10 MW               | kwiecień 2006    | Największa na świecie i w Europie                                                              |
| Nellis Airforce Base Nevada            | USA             | 14 MW               | grudzień 2007    | Największa na świecie i w Ameryce                                                              |
| Olmedilla de Alarcón                   | Hiszpania       | 60 MW               | lipiec 2008      | Największa na świecie i w Europie                                                              |
| Sinan, Korea Południowa                | Korea           | 24 MW               | sierpień 2008    | Największa w Azji                                                                              |
| Park solarny Waldpolenz, Saksonia      | Niemcy          | 40 MW               | grudzień 2008    | Największa na świecie oparta na technologii cienkowarstwowej. Rozbudowana do 52 MW w 2011      |
| Hrabstwo DeSoto (Floryda)              | USA             | 25 MW               | październik 2009 | Jedna z większych w Ameryce                                                                    |
| La Roseraye                            | Reunion         | 11 MW               | kwiecień 2010    | Pierwsza w Afryce elektrownia 10 MW+                                                           |
| Sarnia, Ontario                        | Kanada          | 97 MW (80 MWAC)     | wrzesień 2010    | Największa na świecie                                                                          |
| Golmud, Qinghai,                       | Chiny           | 200 MW              | październik 2011 | Największa na świecie                                                                          |
| Finow Tower                            | Niemcy          | 85 MW               | grudzień 2011    | Po rozbudowie największa w Europie                                                             |
| Lop Buri                               | Tajlandia       | 73 MW               | grudzień 2011    | Największa w Azji (poza Chinami)                                                               |
| Perowo, Krym                           | Ukraina         | 100 MW              | grudzień 2011    | Największa w Europie                                                                           |
| Charanka, Gudźarat                     | Indie           | 221 MW              | kwiecień 2012    | Największy w Azji park solarny                                                                 |
| Agua Caliente, Arizona                 | USA             | Planowana: 290 MWAC | lipiec 2012      | Osiąga moc 200 MW (AC) w lipcu 2012 stając się największym parkiem solarnym                    |
| Neuhardenberg, Brandenburgia           | Niemcy          | 145 MW              | wrzesień 2012    | Największy klaster słoneczny w Europie                                                         |
| Greenhough River, Australia Zachodnia, | Australia       | 10 MW               | październik 2012 | pierwsza 10 MW+ w Australazji                                                                  |
| Majes and Reparticion                  | Peru            | 20 MW               | październik 2012 | Pierwsze instalacje w skali elektrowni w Południowej Ameryce                                   |
| Park solarny Westmill, Oxfordshire     | Wielka Brytania | 5 MW                | październik 2012 | Zamówiona przez kooperatywę Westmill Solar - największa na świecie będąca własnością społeczną |
| San Miguel Power, Kolorado             | USA             | 1,1 MW              | grudzień 2012    | największa w USA będąca własnością społeczną                                                   |
| Sheikh Zayed, Nawakszut                | Mauretania      | 15 MW               | kwiecień 2013    | Największa w Afryce                                                                            |
| Topaz, Kalifornia                      | USA             | Planowana: 500 MWAC | 2013             | Budowa rozpoczęta 2011/12. Pierwsze 35 MWAC podłączone w kwietniu 2013.                        |
| ISEGS, pustynia Mojave                 | USA             | 392 MW              | 13 lutego 2014   | Energia słoneczna nie jest zamieniana w elektryczną lecz wykorzystywana do podgrzewania wody.  |

Elektrownie słoneczne w budowie nie zostały uwzględnione na tej liście.